# Ganganaikanahalli, Chiknayakanhalli
Ganganaikanahalli là một làng thuộc tehsil Chiknayakanhalli, huyện Tumkur, bang Karnataka, Ấn Độ.